# Krzemionki
Krzemionki ili Krzemionki Opatowskie je mjesto u Poljskoj koje je najpoznatije kao neolitički i rani brončani (3900. – 1600. pr. Kr.) kompleks rudnika kremena iz gornjih slojeva Jurskih naslaga prugastog kremena. Nalazi se oko 8 km sjeveroistočno od poljskog grada Ostrowiec Świętokrzyski i poljski je povijesni spomenik kulture od 16. listopada 1994. godine. 
On je od 2019. godine upisan na UNESCO-ov popis mjesta svjetske baštine u Europi jer „svojim podzemnim rudarskim strukturama, kremenim radionicama i oko 4.000 prolaza i jama, Krzemionki ima jednu od najopsežnijih prapovijesnih podzemnih sustava za vađenje i preradu kremena, otkrivenu do danas. Mjesto pruža informacije o životu i radu u prapovijesnim naseljima i svjedoči o izumrloj kulturnoj tradiciji. To je izvanredno svjedočanstvo o važnosti prapovijesnog razdoblja i rudarstva kremena za proizvodnju alata u ljudskoj povijesti.”.
Tijekom neolitika ovim rudnicima su se služili ljudi kulture ljevkastih vrčeva koji su širili područje iskopavanja kremena do 300 km. Kultura vrpčaste keramike se koristila ovim jamama još intenzivnije, povećavajući područje istraživanja na oko 500 km. Rudarsko područje je dugo 4,5 km, a široko 25-180 m, pokrivajući 78,5 ha. Na tom području je otkriveno preko 4.000 rudarskih okana do 9 m dubine s jamama promjera do 12 m. Na nekim zidovima rudarskih prolaza stijena oslikane su neolitičke slikarije.
Ljudi su tu tražili komade kremena (do 2 m duljine) kopajući pijucima od jelenjskih rogova. Komadi su potom klesani odbijanjem rubova kako bi se dobili oblici sjekira, i na kraju polirani do krajnjeg oblika. Često se trgovalo neobrađenim kremenom, a on se polirao na krajnjem odredištu. Sjekirama iz Krzemionkija se trgovalo do krajeva udaljenih do 660 km.
Poslije pada proizvodnje od 1800. – 1600. pr. Kr. rudnici su samo sporadično posjećivani. Selo Krzemionki se spominje tek 1509. god. kao posjed Jakuba iz Szydłowieca. Rudnike je otkrio 1922. god. geolog Jan Samsonowicz, a sljedeće godine je arheološka istraživanja proveo Stefan Krukowski; što je upotpunio Tadeusz Żurowski od 1958. – 1961. god. Od 1950-ih rudnike je posjetio mali broj ljudi, ali je 1985. otvorena tzv. „Turistička staza br. 1”, a 1992. otvoren je i Arheološki muzej na otvorenom. Podzemna staza je danas duga 465 m i na najdubljem mjestu je duboka 11,5 m.
- Drevni prolazi za rudare
- Rekonstrukcija jedne jame s lutkama
- Neolitički rudar
- Komad kremena koji viri iz stijene
- Neolitske slikarije u rudniku

## Vanjske poveznice
|  | Zajednički poslužitelj ima još gradiva o temi Krzemionki |

- Muzej Krzemionki (engl.)